# Iso Kukkujärvi
Iso Kukkujärvi är en sjö i Gällivare kommun i Lappland och ingår i Råneälvens huvudavrinningsområde. Sjön har en area på 0,119 kvadratkilometer och ligger 339,7 meter över havet.

## Delavrinningsområde
Iso Kukkujärvi ingår i det delavrinningsområde (741790-172277) som SMHI kallar för Ovan VDRID = Saitijoki i Råneälvens vattendragsyta. Medelhöjden är 348 meter över havet och ytan är 45,67 kvadratkilometer. Räknas de 34 avrinningsområdena uppströms in blir den ackumulerade arean 595,61 kvadratkilometer. Avrinningsområdets utflöde Råneälven mynnar i havet. Avrinningsområdet består mestadels av skog (76 procent) och sankmarker (19 procent). Avrinningsområdet har 0,76 kvadratkilometer vattenytor vilket ger det en sjöprocent på 1,7 procent.